# Jonchères

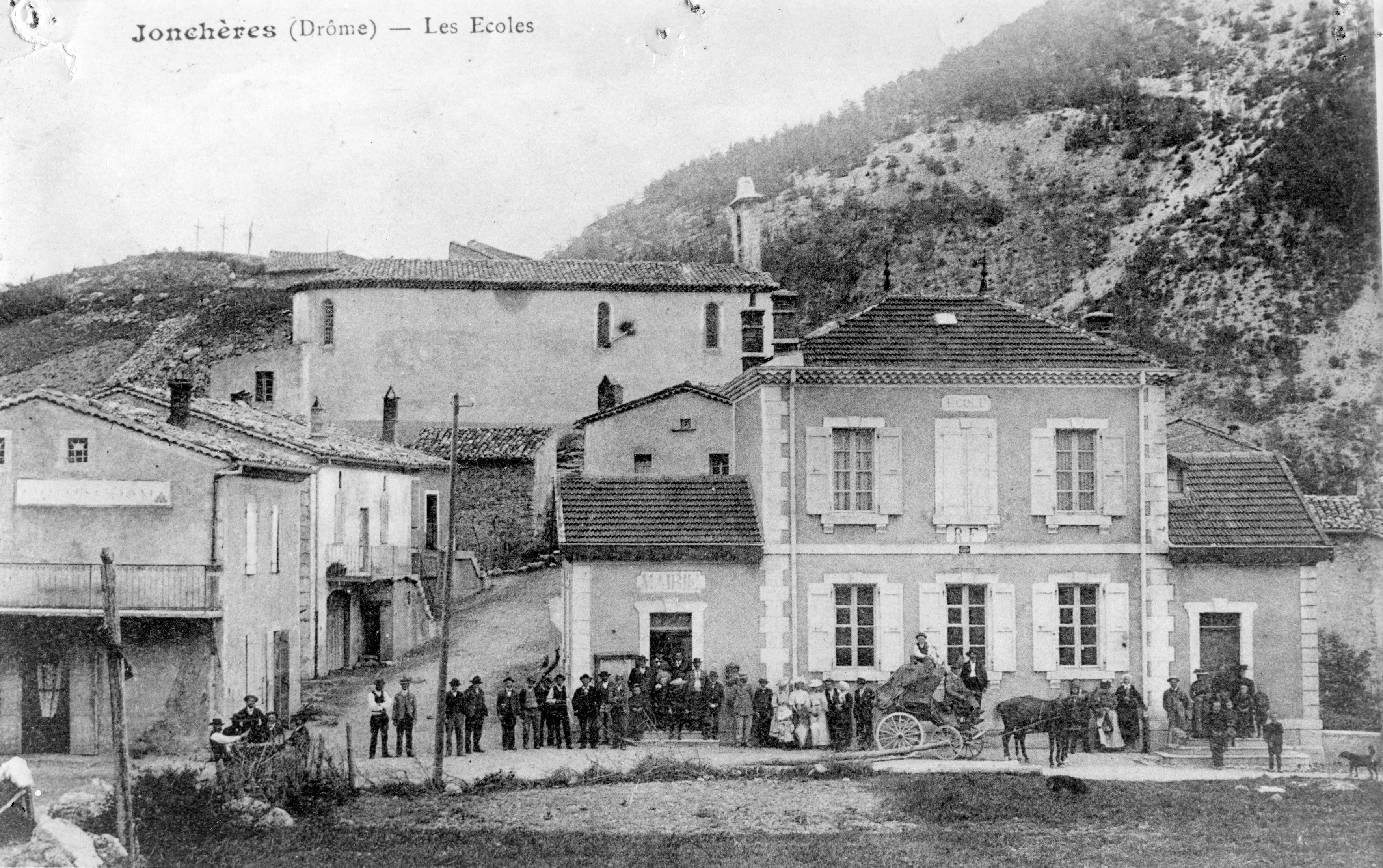
Miejscowości Jonchères (Drôme) w 1900

Jonchères – miejscowość i gmina we Francji, w regionie Owernia-Rodan-Alpy, w departamencie Drôme.
Według danych na rok 1990 gminę zamieszkiwało 50 osób, a gęstość zaludnienia wynosiła 3 osób/km² (wśród 2880 gmin regionu Rodan-Alpy Jonchères plasuje się na 1568. miejscu pod względem liczby ludności, natomiast pod względem powierzchni na miejscu 669.).